# ورت آن در ایزار
ورت آن در ایزار (به آلمانی: Wörth an der Isar) یک شهر در آلمان است که در بایرن واقع شده‌است.

## خصوصیات
ورت آن در ایزار ۴٫۸۴ کیلومترمربع مساحت دارد ۳۶۹ متر بالاتر از سطح دریا واقع شده‌است.